# Olympic Valley
Olympic Valley (fino al 2022 denominata Squaw Valley) è una località della California ed una delle più rinomate stazioni sciistiche degli Stati Uniti d'America.

## Geografia e storia
Situata al confine con il Nevada, nella contea di Placer - nel cuore della Sierra Nevada e a breve distanza dal Truckee River - fu sede nel 1960 degli VIII Giochi olimpici invernali. Poco distante scorre il Truckee River. Dopo Heavenly Valley è la seconda zona sciistica della zona del lago Tahoe. Posizionata a nord-ovest rispetto al lago, è collegata a Tahoe City attraverso l'Highway 89. Nominalmente la località è una area non incorporata, cioè non fa parte specificatamente di una municipalità. Il Resort fa capo invece alla Ski Corporation, di cui è presidente il fondatore Alexander Cushing, affiliata alla società Palisades Tahoe (in passato denominata Squaw Valley Resort).
La struttura è aperta tutto l'anno ed offre varie attività sia in estate che in inverno, spaziando dal pattinaggio su ghiaccio all'equitazione, dal tennis al nuoto. Nella località sono presenti diverse sale cinematografiche. Uno scenografico cable car (sorta di tramway sopraelevato via cavo), porta i visitatori in altura, per godere delle strutture dell'High Camp Bath and Tennis Club. Olympic Valley è conosciuta anche per l'annuale assemblea degli scrittori che vi si tiene in agosto richiamando autori da ogni parte del mondo. Nel 2022 ha ufficialmente cambiato nome in quanto la parola squaw è storicamente utilizzata come epiteto di stampo razziale nei confronti delle donne di etnia nativa americana.

## Galleria d'immagini

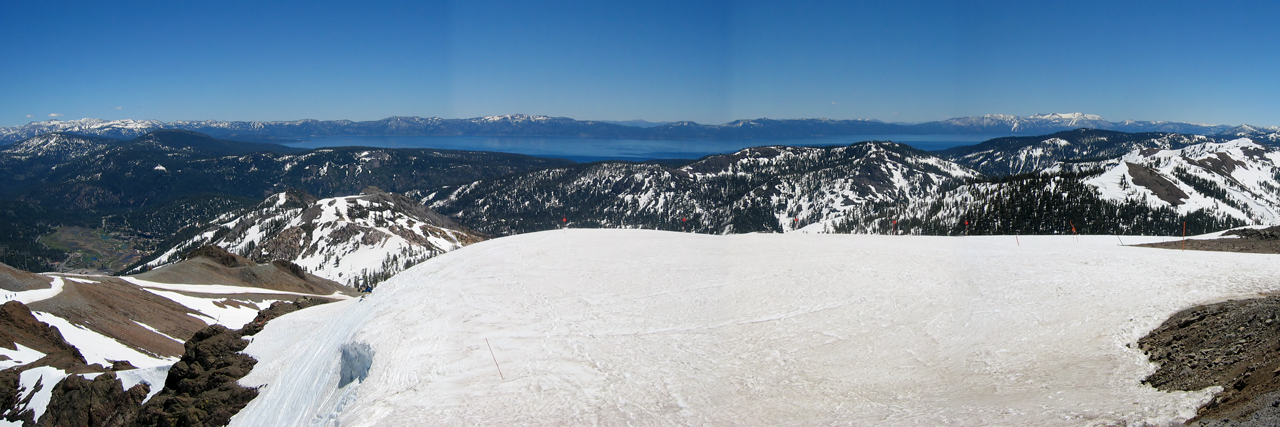
Panorama sul lago Tahoe
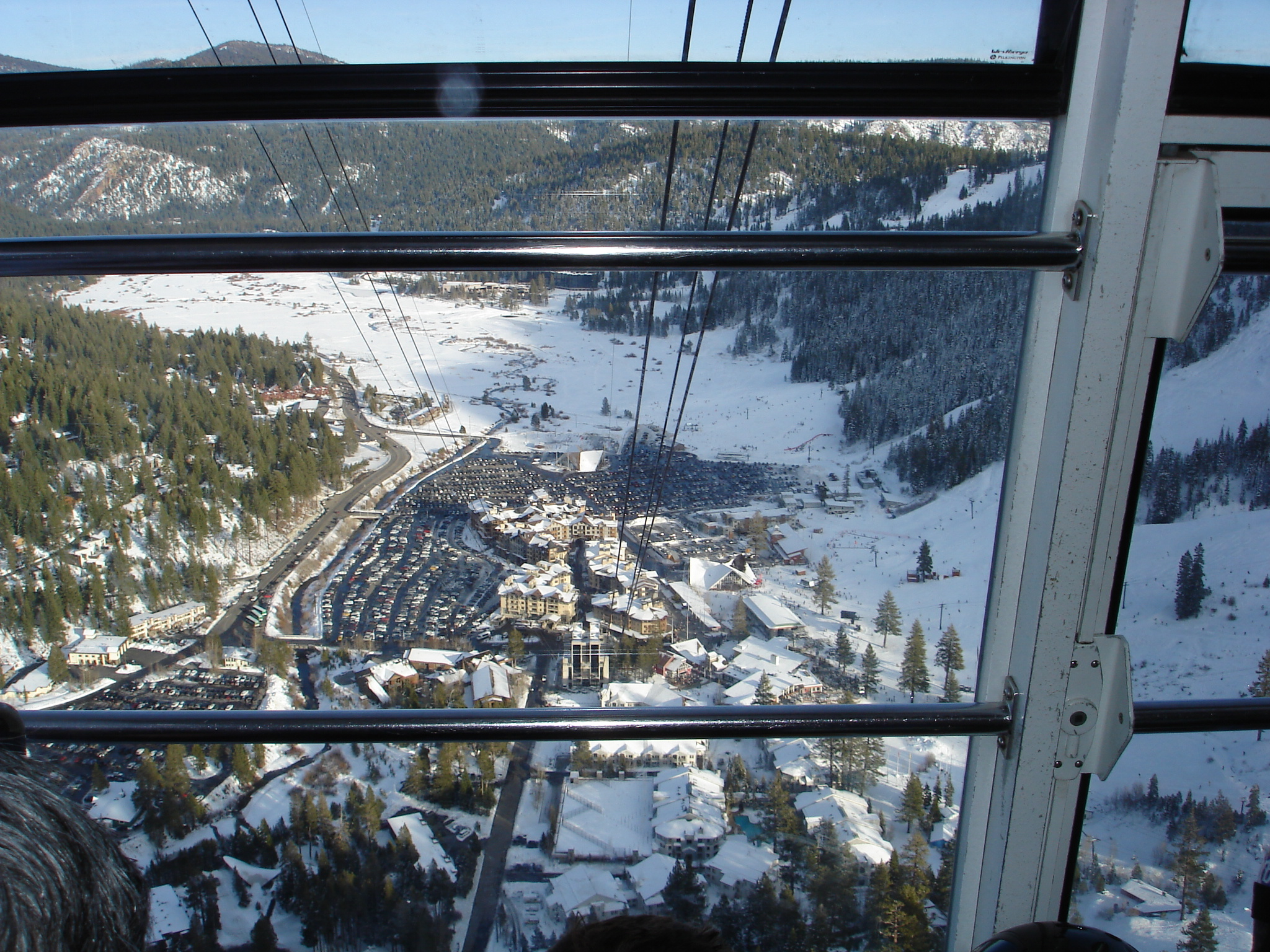
Panorama di Olympic Valley
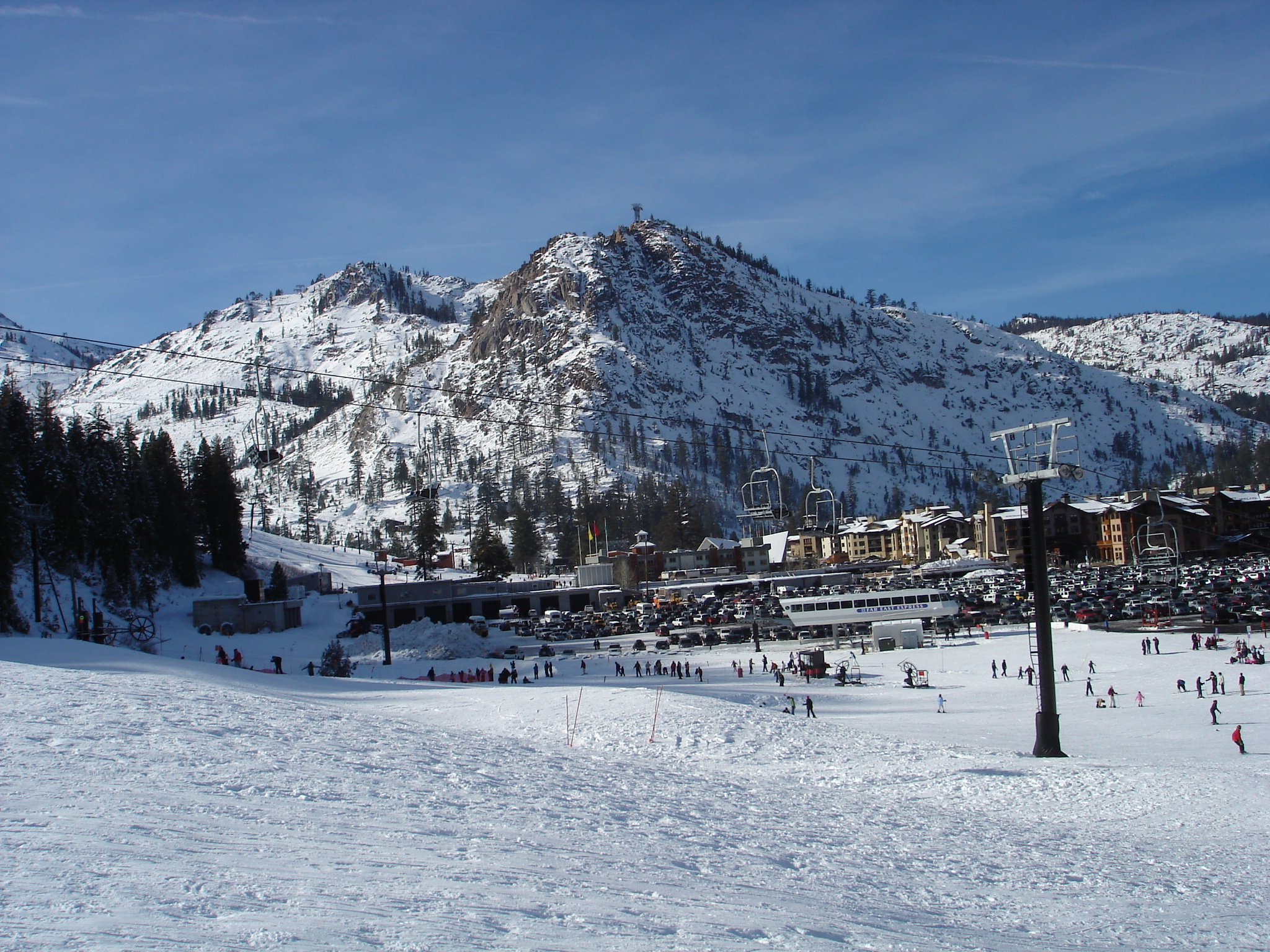
Piste da sci
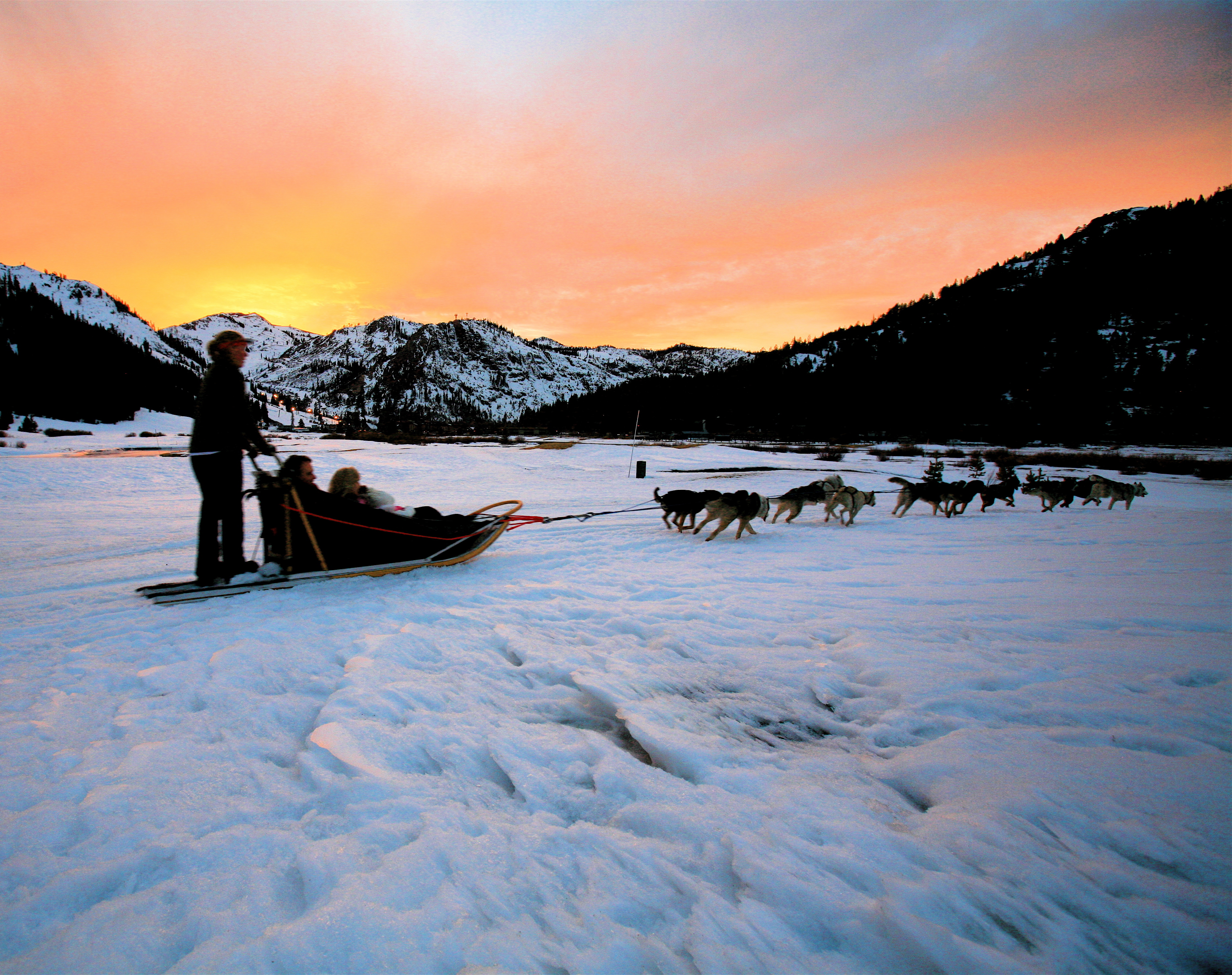
Tramonto a Olympic Valley
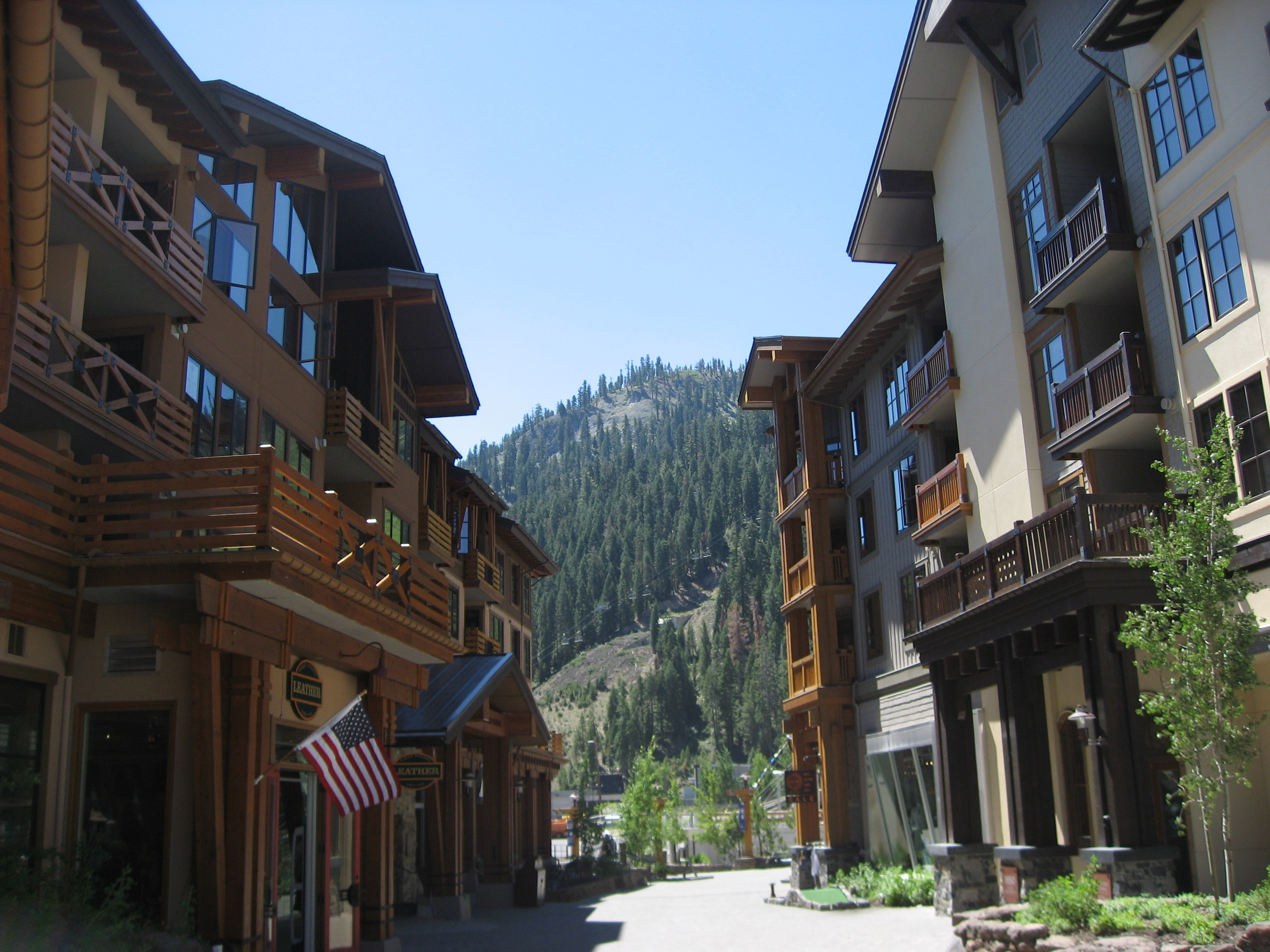
Il villaggio di Olympic Valley
Città Olimpiche della neve - 1960 Squaw Valley